# Zoocosmius minor
Zoocosmius minor là một loài bọ cánh cứng trong họ Cerambycidae.